# Zwitterión

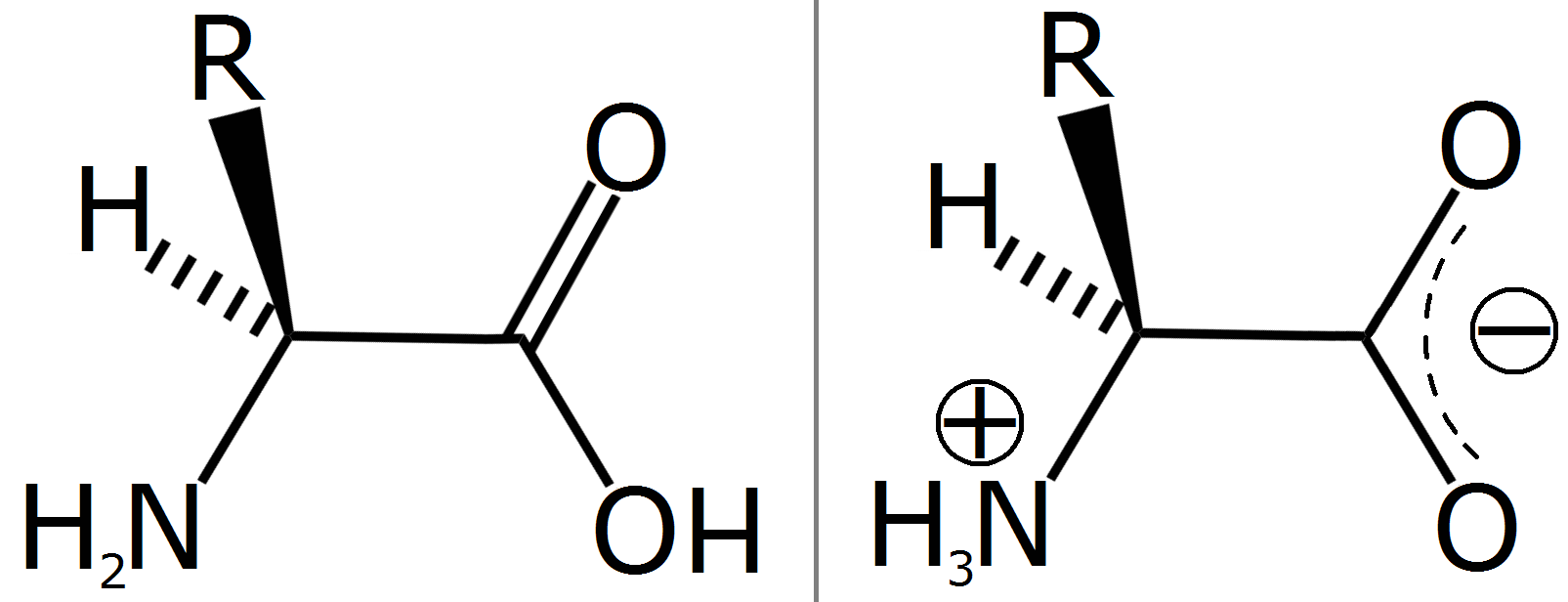
Un aminoácido, en la imagen (1) de la forma normal (sin ionizar) y en la imagen (2) de la forma zwitteriónica.

Zwitterión

Un zwitterión (derivado del alemán Zwitter, «híbrido, hermafrodita») o ion dipolar es un compuesto químico eléctricamente neutro, pero que tiene cargas formales positivas y negativas sobre átomos diferentes. Los zwitteriones son especies polares y usualmente presentan una elevada solubilidad en agua y bastante baja en muchos disolventes orgánicos de carácter apolar.
Los zwitteriones son moléculas que contienen grupos ácidos y grupos básicos (y son, por tanto, anfóteras) existiendo como iones dipolares en ciertos intervalos de pH. El pH al cual todas las moléculas están en la forma de ion dipolar se conoce como punto isoeléctrico de la molécula. Las moléculas anfolitas son excelentes para la elaboración de las disoluciones tampón ya que soportan leves adiciones de ácidos o bases amortiguando los cambios de pH de la disolución por ionización selectiva. En presencia de ácidos, estas moléculas aceptarán iones hidrógeno, eliminándolos de la disolución. Por el contrario, en presencia de bases, soltarán iones hidrógeno a la disolución, amortiguando igualmente el pH.
El término fue introducido en 1894 por el químico alemán Friedrich Wilhelm Küster  (1861–1917) durante alguna de sus investigaciones sobre el naranja de metilo.
Un ejemplo de moléculas que pueden existir en forma de zwitterión son los aminoácidos, debido a que están compuestos de un grupo amino (-NH2) y un grupo carboxilo (-COOH), la protonación y desprotonación de estos grupos, depende del pH del medio donde se encuentren, pudiendo actuar como ácidos o como bases, y también, pudiéndose encontrar en forma de ion dipolar o zwitterión.Utilizando como ejemplo la sal de histidina, se descubrió por primera vez una interacción anión-anión del tipo anión carboxilato-tetróxido.

## Aplicaciones de los zwitteriones a nivel fisiológico.
- Son usados como agentes "amortiguantes" en la mayoría de las mejores disoluciones tampón:
  - Los ácidos aminosulfónicos basados en MES, MOPS, HEPES, PIPES o CAPS
  - Los ácidos aminocarboxílicos (aminoácidos) derivados de la glicina, y sus derivados bicina, tricina, y alanina
- Usados como detergentes:
  - CHAPSO
- Productos naturales como los alcaloides psilocibina y ácido lisérgico.

Ejemplos menos comunes de zwitteriones son:
- Zwitteriones quininoides.
- Drogas tales como la Fexofenadina (Allegra®).
- El antibiótico Cefepime, es el único de su clase que posee esta característica.